# Håvard Haukenes
Håvard Haukenes (* 22. April 1990 in Bergen) ist ein norwegischer Geher.

## Sportliche Laufbahn
Håvard Haukenes sammelte 2008 erste internationale Wettkampferfahrung im Gehen. 2009 wurde er Norwegischer Vizemeister über 5000 Meter. Auch 2010 gewann er die Silbermedaille sowie zwei weitere über 10 bzw. 20 km. 2011 siegte er zum ersten Mal bei den nationalen Hallenmeisterschaften. 2013 und 2020 folgten jeweils weitere Titelgewinne. Ebenfalls 2010 bestritt er im slowakischen Dudince erstmals einen Wettkampf über 50 km und belegte in einer Zeit von 4:04:48 h den 18. Platz. 2013 qualifizierte sich Haukenes zum ersten Mal für die Weltmeisterschaften, bei denen er im August in Moskau über 50 km an den Start ging. Während des Wettkampfes wurde er bei seinem WM-Debüt disqualifiziert. 2014 steigerte er sich auf der 20-km-Distanz auf eine Zeit von 1:25:06 h und trat damit im August bei den Europameisterschaften in Zürich an, wurde dort allerdings ebenfalls disqualifiziert. Nachdem er sich 2015 auch auf der 50-km-Distanz steigern konnte, trat er im August zum zweiten Mal bei den Weltmeisterschaften an. Dabei verbesserte er sich auf 3:56:50 h, womit der den 24. Platz belegte.
2016 belegte Haukenes im März in Dudince beim Dudinska 50 den vierten Platz und qualifizierte sich zudem für die Olympischen Sommerspiele in Rio de Janeiro. Im August trat er bei den Spielen in Brasilien an und erzielte mit dem siebten Platz und einer neuen Bestzeit von 3:46:33 h sein bedeutendstes internationales Resultat. Auch 2017 konnte Haukenes eine neue Bestleistung aufstellen und trat im August bei den Weltmeisterschaften in London an, bei denen er allerdings disqualifiziert wurde. Eine Woche nach den Weltmeisterschaften wurde er erstmals Norwegischer Meister. 2018 konnte er seinen Titel erfolgreich verteidigen. Im August trat er bei den Europameisterschaften in Berlin an, bei denen er als Vierter nur knapp die Medaillenränge verpasste. 2019 absolvierte Haukenes im März die 50-km-Distanz in Dudince in einer Zeit von 3:42:50 h und stellte damit seine persönliche Bestleistung auf. Bei den Weltmeisterschaften in Doha wurde er anschließend erneut disqualifiziert. Er ist für die Olympischen Sommerspiele in Tokio qualifiziert. Im Zuge der Erfahrungen von den Weltmeisterschaften in Doha passte er sein Training, um den klimatischen Bedingungen besser gewappnet zu sein, konnte den olympischen Wettbewerb, der in Sapporo stattfand, jedoch nicht beenden.

## Wichtige Wettbewerbe
| Jahr                 | Veranstaltung           | Ort                  | Platz                | Disziplin            | Zeit                 |
| Startet für Norwegen | Startet für Norwegen    | Startet für Norwegen | Startet für Norwegen | Startet für Norwegen | Startet für Norwegen |
| -------------------- | ----------------------- | -------------------- | -------------------- | -------------------- | -------------------- |
| 2013                 | Weltmeisterschaften     | Moskau               |                      | 50 km Gehen          | DSQ                  |
| 2014                 | Europameisterschaften   | Zürich               |                      | 20 km Gehen          | DSQ                  |
| 2015                 | Weltmeisterschaften     | Peking               | 24.                  | 50 km Gehen          | 3:56:50 h            |
| 2016                 | Olympische Sommerspiele | Rio de Janeiro       | 7.                   | 50 km Gehen          | 3:46:33 h            |
| 2017                 | Weltmeisterschaften     | London               |                      | 50 km Gehen          | DSQ                  |
| 2018                 | Europameisterschaften   | Berlin               | 4.                   | 20 km Gehen          | 3:48:35 h            |
| 2019                 | Weltmeisterschaften     | Doha                 |                      | 50 km Gehen          | DSQ                  |
| 2021                 | Olympische Sommerspiele | Tokio                |                      | 50 km Gehen          | DNF                  |

|}

## Persönliche Bestleistungen
Freiluft
- 5-km-Gehen: 19:19,79 min, 29. Juli 2019, Askøy
- 10-km-Gehen: 40:15 min, 5. August 2020, Göteborg
- 20-km-Gehen: 1:23:15 h, 7. Mai 2016, Rom
- 50-km-Gehen: 3:42:50 h, 23. März 2019, Dudince

Halle
- 5000-m-Bahngehen: 19:56,45 min, 1. Februar 2020, Bærum